# Arotrephes laeviscutum
Arotrephes laeviscutum là một loài tò vò trong họ Ichneumonidae.